# Deltote nowickii
Deltote nowickii là một loài bướm đêm trong họ Noctuidae.